# 福士文知
福士 文知（ふくし ぶんち、1913年（大正2年）8月16日 - 2003年（平成15年）5月1日）は、昭和から平成時代の政治家。医師。青森県弘前市長。位階は従五位。勲四等旭日小綬章。

## 経歴
弘前市出身。1966年（昭和41年）岩手医学専門学校卒業。1975年（昭和50年）弘前市医師会長を経て、1976年（昭和51年）から市長に4選。1992年（平成4年）2月に引退した。
2003年（平成15年）5月1日、急性肺炎のため弘前市の病院で死去した。

## 栄典
勲章等
- 1992年（平成4年） - 勲四等旭日小綬章[1]
- 死没日付をもって正七位から従五位に進階[3]